# Ranveer Singh
Pour les articles homonymes, voir Singh.
Ranveer Singh (1985 - ) est un acteur indien de Bollywood. Il connaît le succès dès son premier film, Band Baaja Baaraat. En très peu de temps, il devient une véritable vedette et tourne dans des succès commerciaux comme Ladies vs Ricky Bahl (2011) ou critiques comme Lootera (2013). Sa collaboration avec le réalisateur Sanjay Leela Bhansali donne naissance à Ram-Leela (2013), puis en 2015 Bajirao Mastani en co-star avec Deepika Padukone.

## Jeunesse et vie privée
Ranveer Singh (hindi : रणवीर सिंह), né Ranveer Singh Bhavnani le 6 juillet 1985 à Bombay, est le fils de Jagjit Singh Bhavnani et d'Anju Bhavnani,,,,. Il a une sœur ainée et est le cousin éloigné de l'actrice Sonam Kapoor et de la productrice Rhea Kapoor.
Ranveer Singh a toujours eu envie de devenir acteur participant ainsi aux débats et pièces de son école.
Il rejoint le H.R. College of Commerce and Economics à Mumbai puis, se rendant compte qu'accéder au milieu du cinéma sans relations est ardu, il se concentre sur l'écriture et intègre l'Indiana University à Bloomington ; il y suit néanmoins une classe de théâtre en parallèle.
En 2017, Vin Diesel, confirme dans une interview la relation de Deepika Padukone avec Ranveer Singh. Leur relation débuta durant le tournage de Ram-Leela en 2012. Le 14 novembre 2018, ils se marient au lac de Côme en Italie. Ils ont une fille qui s'appelle Dua née le 8 septembre 2024
Ses expérimentations vestimentaires lui permettent de casser les codes de la masculinité.

## Carrière

### Percée difficile (2007-2009)
Ranveer Singh retourne à Bombay en 2007 après la fin de ses études où il travaille pendant quelques années en tant que concepteur-rédacteur dans des agences telles que O&M et JWT.
Il s'essaie ensuite au métier d'assistant réalisateur mais quitte cet emploi pour se concentrer sur sa carrière d'acteur. Il déclare : « Mon ambition était de décrocher un rôle principal dans un film. Donc, j'évitais de tourner dans des publicités, des séries télévisées, des clips parce que je pensais qu'il serait plus avantageux d'être inconnu du public. C'était un jeu dangereux mais j'ai pris ce pari me disant que je donnerais le meilleur de moi-même pour décrocher un rôle important. »,
Il court les auditions, envoie ses photos et rencontres des producteurs sans grands résultats.

### Débuts au cinéma (2010-2013)
Trois ans et demi après son retour à Bombay, la chance lui sourit ; il est contacté par Shanoo Sharma pour une audition pour Yash Raj Films. Après des essais concluants, il obtient le rôle principal dans Band Baaja Baaraat dans lequel il incarne Bitoo Sharma. Ce rôle lui fait remporter le Filmfare Awards du meilleur espoir masculin.
L'année suivante l'acteur retrouve Anushka Sharma dans Ladies vs Ricky Bahl ; le film est un succès au box-office et Ranveer Singh plaît à la critique dans le rôle d'un petit escroc au grand cœur.
En 2013 après une courte apparition dans le long métrage Bombay Talkies, il joue dans un film réalisé par Vikramaditya Motwane, Lootera, qui rencontre un vif succès critique. De plus, la performance de l'acteur dans le rôle d'un archéologue idéaliste et amoureux de la vie est très appréciée.

### Succès: depuis 2013
Le véritable succès populaire vient avec Ram-Leela. Dans ce drame romantique inspiré de l’œuvre de William Shakespeare Romeo et Juliette réalisée par Sanjay Leela Bhansali, il forme avec Deepika Padukone un couple qui, malgré l'amour, échoue à mettre fin à la vendetta qui oppose leurs clans respectifs. Le long métrage est l'un des plus gros succès commerciaux de l'année en Inde.

## Filmographie
| Année  | Film                           | Rôle                                       | Réalisateur           | Partenaires                                                                         | Commentaires                        |
| ------ | ------------------------------ | ------------------------------------------ | --------------------- | ----------------------------------------------------------------------------------- | ----------------------------------- |
| 2010   | Band Baaja Baaraat             | Bittoo Sharma                              | Maneesh Sharma        | Anushka Sharma                                                                      |                                     |
| 2011   | Ladies vs Ricky Bahl           | Ricky Bahl                                 | Maneesh Sharma        | Anushka Sharma, Parineeti Chopra, Dipannita Sharma, Aditi Sharma                    |                                     |
| 2013   | Bombay Talkies                 | Lui-même                                   |                       |                                                                                     | Apparition clip Apna Bombay Talkies |
| 2013   | Lootera                        | Varun Shrivastav/Atmanand "Nandu" Tripathi | Vikramaditya Motwane  | Sonakshi Sinha                                                                      |                                     |
| 2013   | Ram-Leela                      | Ram Rajadi                                 | Sanjay Leela Bhansali | Deepika Padukone                                                                    |                                     |
| 2014   | Gunday                         | Bikram                                     | Ali Abbas Zafar       | Arjun Kapoor, Priyanka Chopra, Irrfan Khan                                          |                                     |
| 2014   | Finding Fanny                  | Gabo                                       | Homi Adajania         |                                                                                     | Apparition, Cameo                   |
| 2014   | Kill Dil                       | Dev                                        | Shaad Ali             | Parineeti Chopra, Ali Zafar, Govinda                                                |                                     |
| 2015   | Dil Dhadakne Do                | Kabir Mehra                                | Zoya Akhtar           | Farhan Akhtar, Priyanka Chopra, Anushka Sharma                                      |                                     |
| 2015   | Bajirao Mastani                | Baji Rao I                                 | Sanjay Leela Bhansali | Deepika Padukone, Priyanka Chopra                                                   |                                     |
| 2016   | Befikre                        | Dharam                                     | Aditya Chopra         | Vaani Kapoor                                                                        |                                     |
| 2018   | Padmaavat                      | Alauddin Khilji                            | Sanjay Leela Bhansali | Deepika Padukone, Shahid Kapoor ,Adity Rao Haidari                                  |                                     |
| 2018   | Simmba                         | Sangram Bhalerao                           | Rohit Shetty          | Sara Ali Khan                                                                       |                                     |
| 2019   | Gully Boy                      | Jignesh                                    | Zoya Akhtar           | Alia Bhatt                                                                          |                                     |
| 2021   | Sooryavanshi                   | Sangram Bhalerao                           | Rohit Shetty          | Akshay Kumar, Katrina Kaif, Ajay Devgn                                              |                                     |
| 2021   | '83                            | Kapil Dev                                  | Kabir Khan            | Deepika Padukone                                                                    |                                     |
| 2022   | Jayehsbhai Jordaar             | Jayesh                                     | Divyang Thakkar       | Shalini Pandey                                                                      |                                     |
| 2022   | Cirkus                         | Roy Shenoy, Roy Chauhan                    | Rohit Shetty          | Pooja Hegde                                                                         |                                     |
| 2023   | Rocky aur Rani ki prem kahaani | Rocky Randhawa                             | Karan Johar           | Alia Bhatt                                                                          |                                     |
| 2024   | Singham Again                  | Sangram Bhalerao                           | Rohit Shetty          | Ajay Devgn, Kareena Kapoor, Deepika Padukone, Akshay Kumar                          |                                     |
| Projet | Takht                          | N.D.                                       | Karan Johar           | Anil Kapoor, Kareena Kapoor, Alia Bhat,Vicky Kaushal, Bhumi Padnekar, Jhanvi Kapoor | Pré-production                      |

## Récompenses et distinctions
| Année | Film               | Prix                                            | Catégorie                                           | Résultats |
| ----- | ------------------ | ----------------------------------------------- | --------------------------------------------------- | --------- |
| 2011  | Band Baaja Baaraat | Apsara Film & Television Producers Guild Awards | Meilleur espoir masculin                            | Lauréat   |
| 2011  | Band Baaja Baaraat | BIG Star Entertainment Awards                   | Most Entertaining Film Actor                        | Nommé     |
| 2011  | Band Baaja Baaraat | Filmfare Awards                                 | Meilleur espoir masculin                            | Lauréat   |
| 2011  | Band Baaja Baaraat | International Indian Film Academy Awards        | Star Debut of the Year – Male                       | Lauréat   |
| 2011  | Band Baaja Baaraat | International Indian Film Academy Awards        | Couple le plus sexy (avec Anushka Sharma)           | Lauréat   |
| 2011  | Band Baaja Baaraat | Lions Gold Awards                               | Acteur débutant favori                              | Lauréat   |
| 2011  | Band Baaja Baaraat | Lions Gold Awards                               | Meilleur couple (avec Anushka Sharma)               | Lauréat   |
| 2011  | Band Baaja Baaraat | Star Screen Awards                              | Débutant masculin le plus prometteur                | Lauréat   |
| 2011  | Band Baaja Baaraat | Stardust Awards                                 | Superstar de demain                                 | Lauréat   |
| 2011  | Band Baaja Baaraat | Stardust Awards                                 | Meilleur acteur dans une comédie ou un film d'amour | Nommé     |
| 2011  | Band Baaja Baaraat | Zee Cine Awards                                 | Meilleur début masculin                             | Lauréat   |